# Patentes Talgo

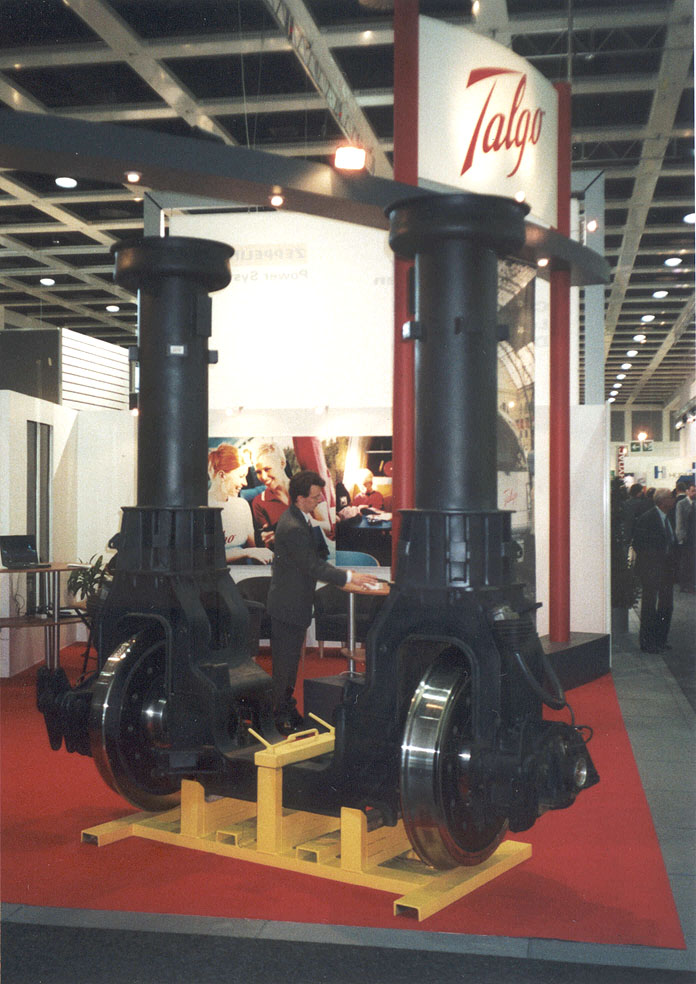
Un dispositivo Talgo completo esposto a Innotrans-Berlino 2002

A sinistra: Sistema a carrelli tradizionale. A destra: Sistema Talgo

Patentes Talgo S.A. - dove Talgo è acronimo di "Tren Articulado Ligero Goicoechea Oriol" - è una società spagnola attiva nella produzione di materiale ferroviario, nota per il particolare sistema di carrelli omonimo (Talgo), che spesso denomina anche i treni da lei prodotti.

## Storia
Il 21 agosto 1941, l'ingegnere Alejandro Goicoechea sperimentò un suo singolare progetto di rotabile ferroviario. Si trattava di un'originale struttura articolata costituita da una serie di moduli a triangolo isoscele, alla cui base erano montate le ruote, collegati da ciascun vertice alla successiva base in maniera da permetterne la rotazione. Si realizzava così un treno di veicoli collegati (come fossero un bruco) in grado di inscriversi in curva senza spinte centrifughe eccessive dato che la stessa composizione tendeva a contrastarne l'effetto adeguandosi naturalmente verso il centro curva. Tale struttura articolata raggiunse i 75 km/h tra Leganés e Villaverde (Madrid).
Il 28 ottobre 1942 venne costituita la società Patentes Talgo S.A. con l'obiettivo di sfruttare industrialmente e commercialmente il nuovo e innovativo sistema.
I suoi treni articolati circolano e hanno circolato sia in servizio nazionale in Spagna che in servizio internazionale tra Spagna, Italia, Francia, Germania, Stati Uniti d'America, Canada, Kazakistan e Argentina.
Sono state sviluppate e costruite numerose serie di Talgo: la validità del sistema è dimostrata dal suo utilizzo recente per la costruzione di serie ad Alta velocità come il Talgo 350 con cui la società è entrata tra i costruttori di treni ad alta velocità. I Talgo 350 hanno iniziato ad operare con velocità di punta di 330 km/h tra Madrid e Barcellona e tra Madrid e Valladolid alla fine del 2007.
Nel settembre 2012 all’InnoTrans di Berlino, in Germania, è stato presentato un nuovo treno Talgo denominato "Avril": Alta Velocidad Rueda Independiente Ligero. Si tratta di un convoglio ad alta capacità (540 passeggeri) ed alta velocità (380 km/h). Il convoglio, con design di Pininfarina, è basato su carrozze Talgo e motrici dedicate, con il 42% degli assi motorizzati.

## Galleria d'immagini

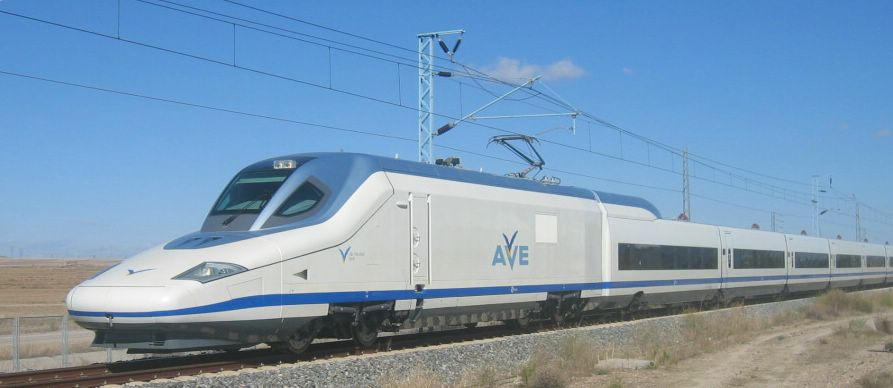
Talgo 350
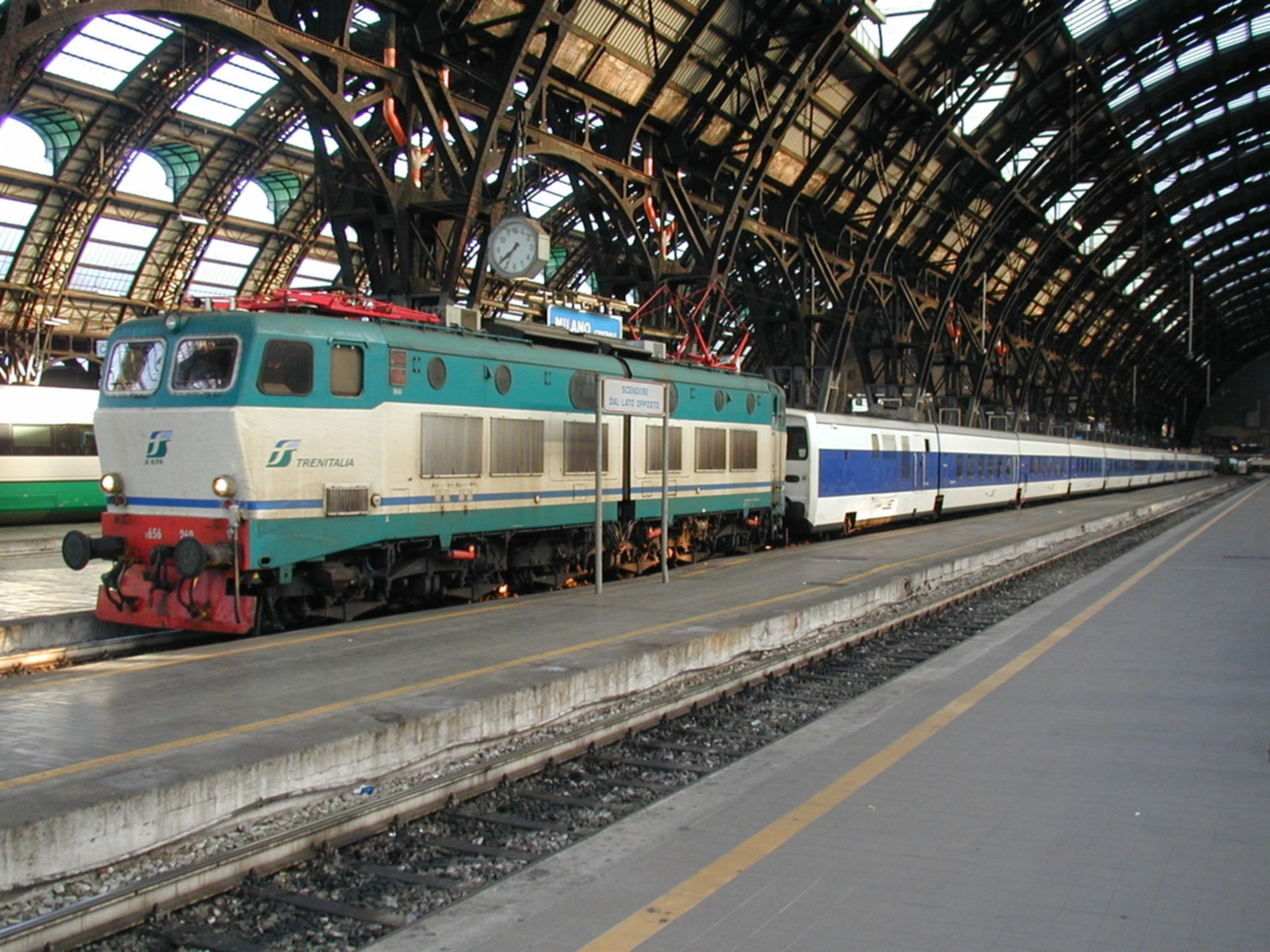
L'Euronight 372 "Salvador-Dalí" Milano Centrale-Torino Porta Susa-Barcelona Franca in partenza dalla città meneghina
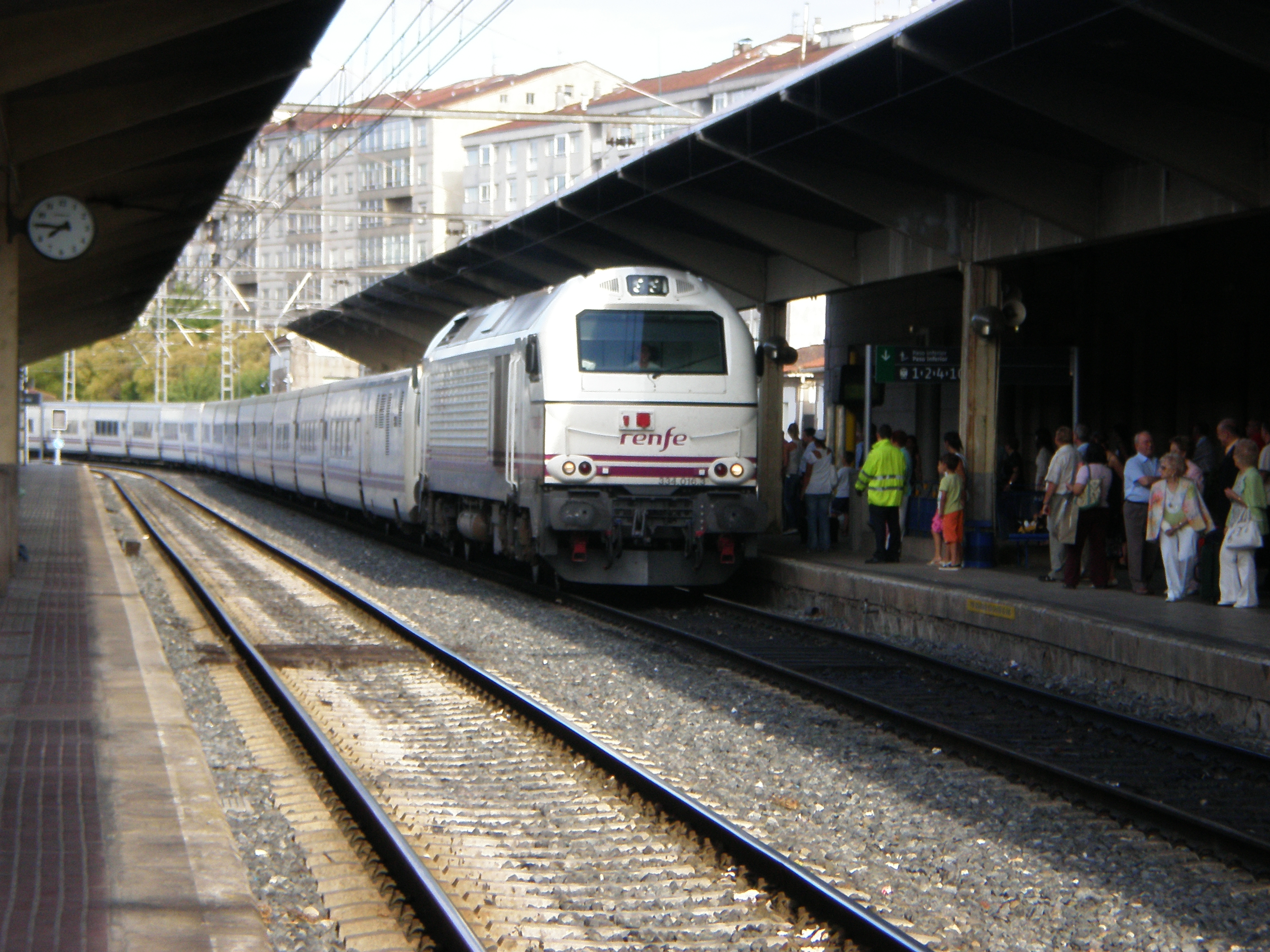
Talgo alla stazione ferroviaria di Ourense-Empalme
Locomotiva del Talgo I
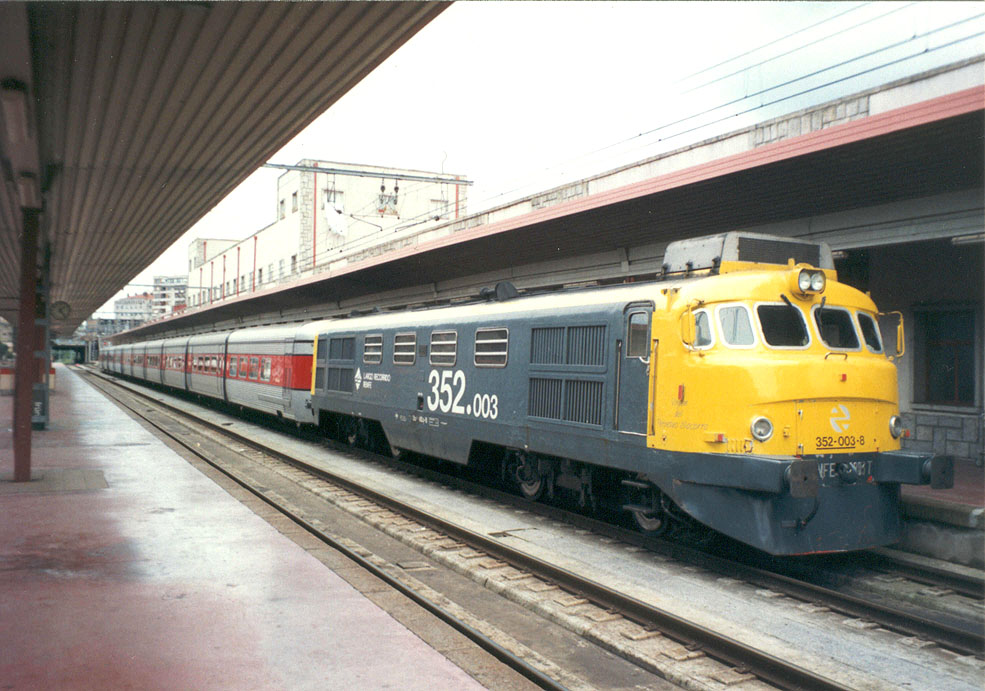
Un convoglio di tipo Talgo III con locomotiva
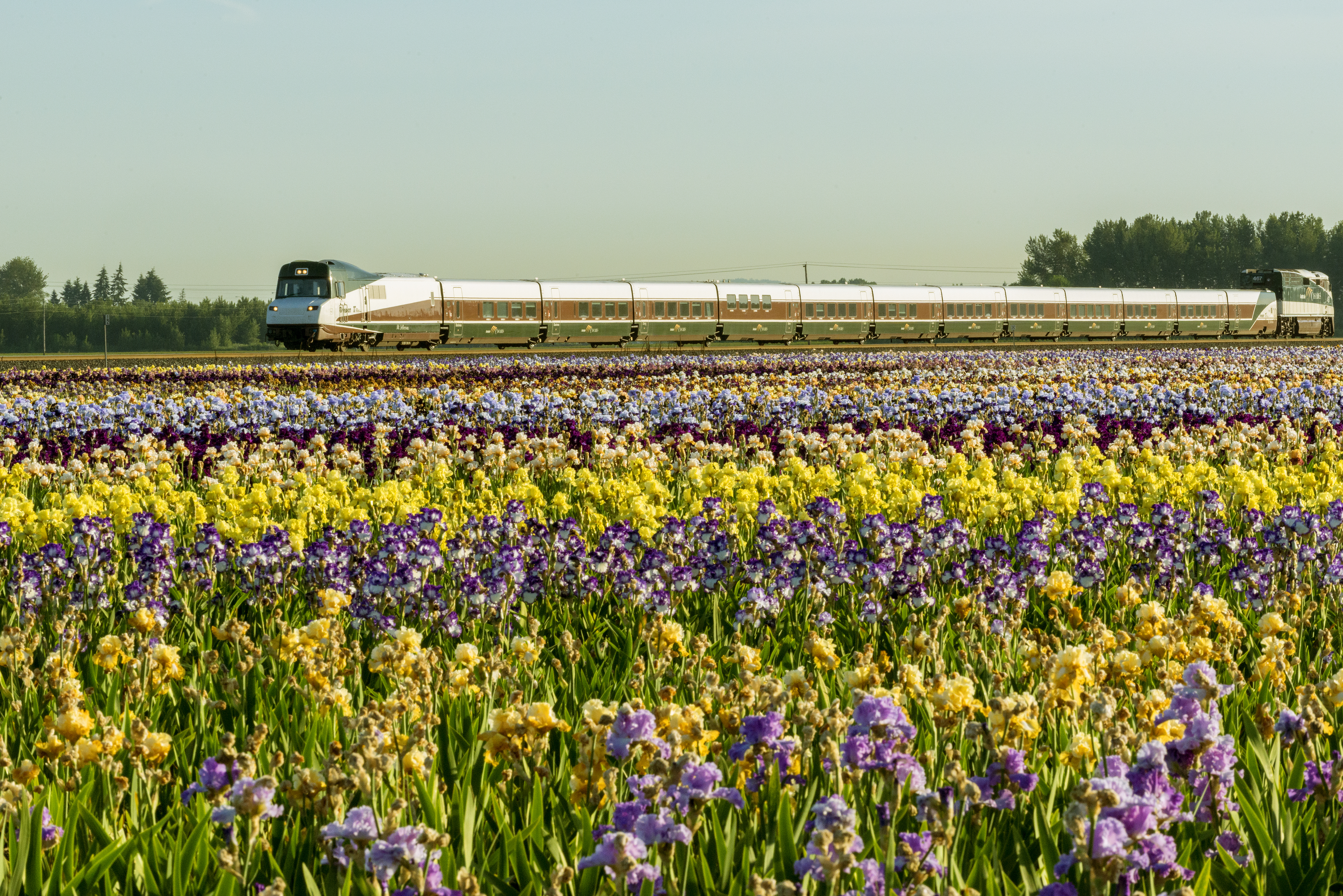
Amtrak Cascades vetture Talgo per pendolari